# Light Serviços Eletricidade
Light Serviços de Eletricidade, S.A. ist ein Energieunternehmen aus Brasilien. Das Unternehmen ist im Finanzindex IBOVESPA gelistet.
Light Serviços Eletricidade wurde 1996 vom brasilianischen Staat privatisiert, als es von einem Konsortium aus Houston Industries, AES Corporation und Électricité de France für 1.7 Milliarden US-Dollar gekauft wurde.